# 奈井江町
奈井江町（日语：／ Naie chō */?）為一個位於日本北海道空知綜合振興局中部的城鎮，西部位於石狩平原中部、石狩川左岸的氾濫平原，城鎮中心及農業、工業區皆位於此處；東部位於空知煤田所在的夕張山地。當地過去曾因周邊地區的煤礦產業而繁榮，但在煤礦停止開採之後，人口逐漸減少。現今奈井江町一方面謀求振興農業和工業，另一方面致力於居民的福利政策。
町名源自流經轄區的奈井江川，此名稱被認為是阿伊努語的「nay-e」，意思是那條小溪。

## 歷史
- 1870年：伊達邦直來到此地進行調查，並豎立標記，計畫進行開墾。[3]
- 1886年：上川道路（現在的國道12號）開通。
- 1890年：設置奈江村（現在的砂川市）戶長役場設置。
- 1895年：設置奈井江戶長役場，但仍屬於奈江村。
- 1903年8月23日：奈江村改名為砂川村。
- 1923年6月1日：砂川村改制為砂川町。
- 1938年：住友礦業奈井江煤礦開始營運。
- 1944年4月1日：奈井江村從砂川町分村。
- 1950年9月1日：改制為奈井江町。
- 1971年：住友礦業奈井江煤礦停止營運。

## 交通

### 鐵路
- 北海道旅客鐵道
  - 函館本線：奈井江車站

### 道路
| 高速國道 - 道央自動車道：奈井江砂川交流道 一般國道 - 國道12號 | 主要地方道 - 北海道道114號赤平奈井江線 - 北海道道139號江別奈井江線 道道 - 北海道道278號奈井江浦臼線 - 北海道道529號東奈井江奈井江停車場線 - 北海道道1130號砂川奈井江美唄線 |

### 巴士
- 北海道中央巴士
  - 瀧岩線（瀧川～奈井江車站～美唄車站）
- 奈井江町営巴士
  - 向丘線（奈井江車站～新奈井江溫泉）
- 浦臼町営巴士
  - 浦臼、奈井江線（浦臼車站～奈井江車站）

## 觀光
| - 不老瀑布 - 丹羽山森林自然公園 | - 奈井江雪祭 - 產業祭 |

## 教育

### 高等學校
- 道立奈井江高等學校（页面存档备份，存于）

### 中學校
- 奈井江町立奈井江中學校

### 小學校
| - 奈井江町立奈井江小學校 | - 奈井江町立江南小學校 |

## 姊妹市・友好都市

### 日本
- 成羽町（岡山縣川上郡）：於1982年締結友好都市[4]，成羽町已於2004年10月1日合併為高梁市。

### 海外
- 豪斯耶爾維（芬蘭坎塔海梅區）：於1995年4月締結友好都市。[5]

## 外部連結
- （日語）奈井江町商工會